# Parageron lutescens
Parageron lutescens är en tvåvingeart som först beskrevs av Mario Bezzi 1925.  Parageron lutescens ingår i släktet Parageron och familjen svävflugor. Inga underarter finns listade i Catalogue of Life.